# Bas-en-Basset
Bas-en-Basset – miejscowość i gmina we Francji, w regionie Owernia-Rodan-Alpy, w departamencie Górna Loara.
Według danych na rok 1990 gminę zamieszkiwało 2955 osób, a gęstość zaludnienia wynosiła 63 osoby/km² (wśród 1310 gmin Owernii Bas-en-Basset plasuje się na 70. miejscu pod względem liczby ludności, natomiast pod względem powierzchni na miejscu 48.).